# ニッキー・ホフス
ニッキー・ホフス（Nicky Hofs, 1983年5月17日 - ）は、オランダ・アーネム出身の元同国代表サッカー選手、現サッカー指導者。現役時代のポジションはMF。

## 経歴
フェイエノールトにおいて「小野伸二の後継者」と呼ばれ、小野をチームから追いやる要因となった選手。トップ下であるが得点能力が高く、ドリブル精度も高い。1.5列目から飛び出してくる彼の存在は敵チームには脅威となる。
2006年のUEFA U-21欧州選手権に出場。同年オランダ代表デビューした。
2013年6月、長年悩まされていた故障の影響により現役を引退し、フィテッセのユース部門の監督に就任することが発表された。

## タイトル
- U-21オランダ代表

UEFA U-21欧州選手権: 2006
- フェイエノールト

KNVBカップ:2008